# Peter van Koppen
Peter van Koppen es un deportista germano-neerlandés que compitió en vela en la clase Flying Dutchman. Ganó dos medallas de bronce en el Campeonato Mundial de Flying Dutchman, en los años 1995 y 2003.

## Palmarés internacional
| Representando a los Países Bajos |                       |                   |                 |
| Campeonato Mundial               |                       |                   |                 |
| Año                              | Lugar                 | Medalla           | Clase           |
| 1995                             | Torbole (Italia)      | Medalla de bronce | Flying Dutchman |
| Representando a Alemania         |                       |                   |                 |
| Campeonato Mundial               |                       |                   |                 |
| Año                              | Lugar                 | Medalla           | Clase           |
| 2003                             | Melbourne (Australia) | Medalla de bronce | Flying Dutchman |